# Destino Eurovisión 2011
Destino Eurovisión 2011 fue un programa de televisión que constó de cuatro galas, edición de ese año del espacio Destino Eurovisión, presentadas por Anne Igartiburu y Daniel Diges. El objetivo de este espacio era encontrar la mejor combinación entre intérprete y canción que represente a España en el Festival de la Canción de Eurovisión 2011. Un total de 24 candidatos y 20 canciones seleccionadas previamente por un jurado profesional compitieron por lograr este honor.

## Casting final
Tras un exhaustivo casting de más de 600 participantes, los dirigentes de Gestmusic dieron a conocer a los 30 finalistas para participar en las galas de selección. 
Estos finalistas quedaban en manos de TVE, la cual elegiría a los 24 finalistas de las galas.
| N.º | Cantante/s                         | Decisión Final |
| --- | ---------------------------------- | -------------- |
| 01  | Alba Lucía                         | Eliminada      |
| 02  | Alazán                             | Clasificadas   |
| 03  | Auryn                              | Clasificados   |
| 04  | Baltanás                           | Clasificado    |
| 05  | Da igual                           | Clasificados   |
| 06  | Dani Alemán                        | Eliminado      |
| 07  | David Sancho                       | Clasificado    |
| 08  | Divas                              | Eliminadas     |
| 09  | Don Johnsons                       | Clasificado    |
| 10  | Esmeralda Grao                     | Clasificada    |
| 11  | Fernando Hidalgo                   | Eliminado      |
| 12  | Guadiana                           | Clasificada    |
| 13  | Las Miranda                        | Clasificadas   |
| 14  | Lorena Rosales                     | Clasificada    |
| 15  | Lucía Pérez                        | Clasificada    |
| 16  | Lusi y bom y los chicos del montón | Eliminados     |
| 17  | María López                        | Clasificada    |
| 18  | Melissa                            | Clasificada    |
| 19  | Mónica Guech                       | Clasificada    |
| 20  | Pau Quero                          | Clasificado    |
| 21  | Paula de la Iglesia                | Clasificada    |
| 22  | Roima Durán                        | Clasificada    |
| 23  | Sebas                              | Clasificado    |
| 24  | Sergi Albert                       | Clasificado    |
| 25  | Gio                                | Clasificado    |
| 26  | Sometimes                          | Clasificados   |
| 27  | Sonia y Selena                     | Eliminadas     |
| 28  | Sunami                             | Clasificados   |
| 29  | Valeria Antonella                  | Clasificada    |
| 30  | We                                 | Clasificados   |

## Convocatoria abierta a artistas consagrados
TVE abrió una convocatoria en la que se invitaba a participar en el proceso de selección a cualquier artista ya consagrado que desease hacerlo. Dicho artista pasaría directamente a la gran final.
Este llamamiento se lanzó con la esperanza de que al igual que en otros países europeos (en los que es habitual ver a cantantes de fama internacional luchando por representar a su país en Eurovision) se produjese una auténtica avalancha de cantantes famosos, pero llegados al miércoles 26 aún no se había presentado nadie.
El 14 de febrero, TVE anunció que no habrá jokers en la final ya que ninguno de los que se presentaron cumplían los requisitos.

## Canciones: Letras y Música
El 20 de enero, TVE hizo públicas las 20 canciones finalistas elegidas entre más de 1000 propuestas. Predominan autores españoles y suecos con experiencia eurovisiva. Estos últimos han logrado clasificar hasta siete temas.
De estos 20 temas, solo 9 llegarán a la final y serán los que se canten en la Final. Serán elegidos internamente.
Este es el listado completo de los temas finalistas (por orden alfabético):
- Abrázate a mi corazón - Música y letra: Antonio Sánchez-Ohlsson y Thomas G.son
- Away - Música y letra: Primoz Poglajen, Jonas Gladnikoff, Camilla Gottschalck y Christina Schilling
- Backwards Learning - Música y letra: Jonas Gladnikoff, Camilla Gottschlack, Christina Schilling
- C'est la vie! It's alright! - Letra y música: W&M, Nestor Geli, Susie Päivärinta, Per Andersson y Mats Lindberg
- Diamonds - Música y letra: Nestor Geli, Susie Päivärinta, Pär Lönn
- Evangeline - Música y Letra: Kjell Jennstig y Dejan Belgrenius / Letra: Christin Molin
- Eos - Música y letra: Jesús Cañadilla / Alejandro de Pinedo
- Eres tan cool - Música y letra: Alejandro de Pinedo y Jesús Cañadilla
- Eres todo lo que quiero - Música: Mikel Herzog-Alberto Estébanez / Letra: Mikel Herzog
- Golden Cadillac - Música: Kjell Jennstig / Letra: Gerard James Borg y Leif Goldkuhl
- Llueve - Música y letra: Juan Guillénn
- Música - Letra y música: Vanessa Serrano
- Only break my heart? - Música y letra: Rafael Artesero Herrero
- Peligroso - Letra: William Luque / Música: Domingo Sánchez
- Sospechas - Música: Gustavo Castañeda / Letra: Gustavo Castañeda
- Sueño y sueñas - Música: Pedro Romeo / Letra: Amaya Martínez
- Teasing you - Música y letra: Rafael Artesero Herrero
- The sun will shine - Música y letra: Rafael de Alba
- Tic, Tac - Música y letra: Rocío Romero Grau
- Weeping for joy - Música y letra: Rafael Artesero Herrero
Tras conocerse los finalistas de Destino Eurovisión se hicieron públicas las canciones elegidas para los finalistas:
- Auryn

- Evangeline - Música y Letra: Kjell Jennstig y Dejan Belgrenius / Letra: Christin Molin
- El sol brillará (The sun will shine) - Música y letra: Rafael de Alba
- Volver (Backwards Learning) - Música y letra: Jonas Gladnikoff, Camilla Gottschlack, Christina Schilling
- Lucía Pérez

- C'est la vie! It's alright! - Letra y música: W&M, Nestor Geli, Susie Päivärinta, Per Andersson y Mats Lindberg
- Abrázame (Abrázate a mi corazón) - Música y letra: Antonio Sánchez-Ohlsson y Thomas G.son
- Que me quiten lo bailao(Weeping for joy) - Música y letra: Rafael Artesero Herrero
- Melissa

- Diamonds - Música y letra: Nestor Geli, Susie Päivärinta, Pär Lönn
- Eos - Música y letra: Jesús Cañadilla / Alejandro de Pinedo
- Sueños rotos (Away) - Música y letra: Primoz Poglajen, Jonas Gladnikoff, Camilla Gottschalck y Christina Schilling

## Jurado de las galas
Cambio íntegro del jurado de TVE para el Festival de Eurovisión. La experta en Eurovisión Reyes Del Amor, la cantante Merche, el presentador y escritor Boris Izaguirre, así como el compositor Albert Hammond, serán los que aconsejen y tomen la mitad de las decisiones junto al público en la preselección Destino Eurovisión. Hubo un quinto miembro que se dio a conocer en la primera gala: David Ascanio. En la final, debido a la ausencia de Merche, su puesto vacante como jurado fue ocupado por Soledad Giménez.

## Primera fase
Se dividió en dos galas, en las que los 24 candidatos, repartidos en dos grupos de 12, mostraron sus aptitudes interpretando éxitos de la historia del Festival de Eurovisión. De los 12 participantes de cada gala, el jurado eliminaba a cuatro en una primera fase de selección. De los ocho restantes, el público elegía a tres y el jurado a dos, en cada gala, obteniéndose diez "semifinalistas". La 1ª Gala marcó un 10,5% con 2.005.000 espectadores.
- GALA 1 (28/01/2011)

| N.º | Cantante/s    | Canción elegida              | Decisión Final |
| --- | ------------- | ---------------------------- | -------------- |
| 01  | Auryn         | Fly on the wings of love     | Clasificados   |
| 02  | Baltanás      | Fairytale                    | Eliminado      |
| 03  | Da igual      | Bailar pegados               | Clasificados   |
| 04  | David Sancho  | Estando contigo              | Clasificado    |
| 05  | Gio           | Satellite                    | Clasificado    |
| 06  | Guadiana      | Ne partez pas sans moi       | Eliminada      |
| 07  | Las Miranda   | Ding-a-dong                  | Eliminadas     |
| 08  | Lucía Pérez   | No tengo edad (Non ho l'età) | Clasificada    |
| 09  | María López   | Vuelve conmigo               | Eliminada      |
| 10  | Paula Marengo | Tu te reconnaîtras           | Eliminada      |
| 11  | Roima Durán   | Wild Dances                  | Eliminada      |
| 12  | Sunami        | Gwendolyne                   | Eliminados     |

- En la primera gala los artistas invitados fueron Soraya Arnelas (representante española en el Festival de Eurovisión de 2009), Pitingo y Albert Hammond (miembro del jurado de esta preselección).
- GALA 2 (04/02/2011)

| N.º | Cantante/s        | Canción elegida         | Decisión Final |
| --- | ----------------- | ----------------------- | -------------- |
| 01  | Alazán            | Bandido                 | Eliminadas     |
| 02  | Don Johnsons      | Yo soy aquel            | Clasificados   |
| 03  | Esmeralda Grao    | Nacida para amar        | Clasificada    |
| 04  | Lorena Rosales    | My number one           | Eliminada      |
| 05  | Melissa           | Après toi               | Clasificada    |
| 06  | Mónica Guech      | Believe                 | Clasificada    |
| 07  | Pau Quero         | A-ba-ni-bi              | Eliminado      |
| 08  | Sebas             | Molitva                 | Clasificado    |
| 09  | Sergi Albert      | Hold Me Now             | Eliminado      |
| 10  | Sometimes         | Waterloo                | Eliminadas     |
| 11  | Valeria Antonella | Save Your Kisses for Me | Eliminada      |
| 12  | We                | Enséñame a cantar       | Eliminados     |

- En la segunda gala los artistas invitados fueron Malú, David Civera (representante español en el Festival de Eurovisión de 2001) y Merche (miembro del jurado de esta preselección). 
     Elegido/a por el público para la semifinal
     Elegido/a por el jurado para la semifinal
     Eliminado por público y jurando en la segunda fase
     Eliminado/a por el jurado en la primera fase

## Semifinal
De los diez participantes que llegaron a esta tercera gala sólo tres candidatos, dos elegidos por el jurado y uno por el público, pasaron a la final.
- GALA 3 (11/02/2011)

| N.º | Cantante/s     | Canción elegida         | Decisión Final |
| --- | -------------- | ----------------------- | -------------- |
| 01  | Auryn          | Eres tú                 | Clasificados   |
| 02  | Da Igual       | Marionetas en la cuerda | Eliminados     |
| 03  | David Sancho   | Volare                  | Eliminado      |
| 04  | Don Johnsons   | Hard Rock Hallelujah    | Eliminados     |
| 05  | Esmeralda Grao | La fiesta terminó       | Eliminada      |
| 06  | Gio            | Dime                    | Eliminado      |
| 07  | Lucía Pérez    | Boom Bang-a-Bang        | Clasificada    |
| 08  | Melissa        | Diva                    | Clasificada    |
| 09  | Mónica Guech   | Love Shine A Light      | Eliminada      |
| 10  | Sebas          | What's Another Year?    | Eliminado      |

- En la segunda gala los artistas invitados fueron Sergio Dalma, que representó a España en el Festival de Eurovisión de 1991, Pastora Soler y David Ascanio, miembro del jurado.
     Elegido/a por el público para la estar en la FINAL
     Elegido/a por el jurado para estar en la FINAL
     Eliminado por público y jurado en la semifinal

## Gran final
En la gran final se eligió la combinación entre intérprete y canción que representará a España (TVE) en el festival. Los tres artistas finalistas interpretaron tres canciones diferentes cada uno. La gala marcó un 9,0% con 1.603.000 espectadores.
- GALA 4 / FINAL (18/02/2011)

| N.º | Artista     | Canción                    | Decisión Final |
| --- | ----------- | -------------------------- | -------------- |
| 01  | Auryn       | Volver                     | Finalista      |
| 04  | Auryn       | Evangeline                 | Eliminada      |
| 07  | Auryn       | El sol brillará            | Eliminada      |
| 02  | Lucía Pérez | Abrázame                   | Eliminada      |
| 05  | Lucía Pérez | Que me quiten lo bailao    | GANADORA       |
| 08  | Lucía Pérez | C'est la vie, it's alright | Eliminada      |
| 03  | Melissa     | Eos                        | Finalista      |
| 06  | Melissa     | Diamonds                   | Eliminada      |
| 09  | Melissa     | Sueños rotos               | Eliminada      |

- En esta última gala actuaron Daniel Diges, que representó a España en Eurovisión en 2010, Sole Giménez, Albert Hammond, ambos miembros del jurado y Blue representantes de Reino Unido en esta edición de Eurovisión 2011.
     Canción y representante de España en Eurovisión 2011
     Canción y representante Finalista de la selección española
     Canciones eliminada en la votación del jurado
- Lucía Pérez fue elegida por el televoto para representar a España en el Festival de Eurovisión 2011 con el tema   Que me quiten lo bailao , por un 68% de los votos finales.